# Bebi Macrí
Bebi Macrí (en llatí Baebius Macrinus) va ser un retòric romà que va viure durant els segles II i III
És mencionat juntament amb Juli Frontí i Juli Granià com a mestre de l'emperador Alexandre Sever.